# Mucorales
Die Mucorales sind eine Ordnung von Pilzen.

## Merkmale
Die Mucorales sind fadenförmige Pilze. Die Septen fehlen, außer bei alten Hyphen. An den Septen-Poren gibt es Plasmodesmen.
Die ungeschlechtliche Vermehrung erfolgt über eine bis viele Sporen, die in Sporocysten gebildet werden. Seltener fallen die Sporocysten ein- bis wenigsporig und fallen als Ganzes ab, dann werden sie Sporocystiolen genannt. Auch Konidien werden gebildet. Bei allen Sporenformen gibt es eine große Formenvielfalt. Die geschlechtliche Vermehrung erfolgt über Zygosporen. Es gibt monözische und diözische Arten. Die Gametangiogamie reicht von gleichgestalteten (Isogametangiogamie) bis zu unterschiedlichen (Anisogametangiogamie). Die Zygoten werden bei manchen Arten durch Hüllhyphen geschützt. Dies ist ein Anfang der Fruchtkörperbildung.

## Lebensweise
Sie leben mehrheitlich saprobiontisch als terrestrische Schimmelpilze, es gibt jedoch Ausnahmen. Diese leben parasitisch auf Pflanzen und Tieren. Eine für die Mucorales eigentümliche Form des Parasitismus ist der Fusionsparasitismus.

## Systematik
Die Mucorales wurden früher als Teil der Jochpilze geführt. 2007 wurden sie in die Unterabteilung Mucoromycotina gestellt. Einige Gattungen sind:
- Abradeosporangium[4]
- Chaetocladium
- Choanephora
- Mortierella
- Mucor, die sogenannten Köpfchenschimmel
- Phycomyces
- Pilobolus, „Pillenwerfer“, wächst auf Pferdemist und schleudert die schwarze Sporocyste durch Turgordruck bis zu 2,8 m weit.[2]
- Rhizopus
- Spinellus
  - Spinellus fusiger
- Syncephalestrum
- Thamnidium